# Trypeticus dohertyi
Trypeticus dohertyi är en skalbaggsart som först beskrevs av Lewis 1891.  Trypeticus dohertyi ingår i släktet Trypeticus och familjen stumpbaggar. Inga underarter finns listade i Catalogue of Life.